# Gabriel Calamnius
Gabriel Calamnius, född 20 oktober 1695 i Haapajärvi, död 25 maj 1754 i Solf, var en finsk präst och diktare. 
Han skapade 1720 av erfarenheterna av Stora ofreden Suru-Runot Suomalaiset, som utgavs 1734 och 1897. Hans tillfällighetsdiktning "Kevät Keickuin tuleepi" utkom 1755 i samlingsverket Vähäinen Cocous Suomalaisista Ruoista.